# Dvoglava mečna mišica
Dvoglava mečna mišica (latinsko musculus gastrocnemius) je močna povrhnja mišica na zadnji strani goleni. Skupaj z veliko mečno mišico sestavlja troglavo mečno mišico. Mišico sestavljata dve glavi, in sicer lateralna glava (caput laterale), ki izvira lateralnega epikondila in zadnje površine stegnenice ter sklepne ovojnice kolenskega sklepa, in medialna glava (caput mediale), ki izvira iz zadnje površine stegnenice ter sklepne ovojnice kolenskega sklepa. Kiti obeh glav se spojita s kito velike mečne mišice in se naraščajo na petnico.
Mišico oživčuje tibialni živec (S1-S2), v brazdi med glavama pa potekata mala safenska vena (vena saphena parva) in medialni mečni kožni živec (nervus cutaneus surae medialis).